# دوبرنگ-کولونگا
دوبرنگ-کولونگا (به لهستانی:  Dobryń-Kolonia) یک روستا در لهستان است که در گمینا زالشه واقع شده‌است.